# Ctenotus ariadnae
Ctenotus ariadnae este o specie de șopârle din genul Ctenotus, familia Scincidae, descrisă de Storr 1969. Conform Catalogue of Life specia Ctenotus ariadnae nu are subspecii cunoscute.